# Neanthes uniseriata
Neanthes uniseriata är en ringmaskart som beskrevs av Anne D. Hutchings och Turvey 1982. Neanthes uniseriata ingår i släktet Neanthes och familjen Nereididae. Inga underarter finns listade i Catalogue of Life.